# Podział administracyjny Grenlandii (przed 2009)
Przed 1 stycznia 2009 Grenlandia podzielona była na trzy okręgi (amt), a te na 18 gmin (Park Narodowy Grenlandii oraz baza lotnicza Thule były obszarami niemunicypalnymi, choć wchodziły w skład okręgów).

## Podział administracyjny

### Kitaa (Grenlandia Zachodnia)
Część południowa:
- gmina Nanortalik
- gmina Qaqortoq
- gmina Narsaq
- gmina Ivittuut
- gmina Paamiut

Część środkowa:
- gmina Nuuk
- gmina Maniitsoq
- gmina Sisimiut
- gmina Kangaatsiaq
- gmina Aasiaat
- gmina Qasigiannguit
- gmina Ilulissat
- gmina Qeqertarsuaq

Część północna:
- gmina Uummannaq
- gmina Upernavik
- Park Narodowy Grenlandii (część) (obszar niemunicypalny)

### Tunu (Grenlandia Wschodnia)
- gmina Ammassalik
- gmina Ittoqqortoormiit
- Park Narodowy Grenlandii (część) (obszar niemunicypalny)

### Avannaa (Grenlandia Północna)
- gmina Qaanaaq
- Thule Air Base (Pituffik) (obszar niemunicypalny)
- Park Narodowy Grønlands (część) (obszar niemunicypalny)